# Liste international erfolgreicher Ringer
Hier werden Sportler aufgeführt, welche bei internationalen und kontinentalen Meisterschaften sowie den Olympischen Spielen der Neuzeit Medaillen erhielten. Bei Internationalen Wettkämpfen erfolgreiche Ringkämpfer in den Stilarten Freistil und Griechisch-römisch sind unter anderem:

## A
- Aslaudin Abajew, Sowjetunion, Europa- und Weltmeister 1987 im griech.-röm. Stil, Leichtgewicht
- Rostom Abaschidse, Sowjetunion, dreifacher Weltmeister 1958, 1962 und 1963 im griech.-röm. Stil, Halbschwergewicht
- Carl Abs, Deutschland, gewann am 18. Mai 1884 in New York mit einem Sieg über William Muldoon die erste Weltmeisterschaft der Ringer
- Ismail Abilow, Bulgarien, Olympiasieger 1980 und dreifacher Europameister im freien Stil, Mittelgewicht
- Ara Abrahamian, Schweden, Weltmeister 2001 und 2002 im griech.-röm. Stil, Halbschwergewicht
- Sırrı Acar, Türkei, Europameister 1967 und 1968 im griech.-röm. Stil, Weltergewicht
- Daniel Aceves, Mexiko, olympischer Silbermedaillengewinner 1984 im griech.-röm. Stil, Fliegengewicht
- Rustam Adschy, Ukraine, Weltmeister 1995 im griech.-röm. Stil, Leichtgewicht
- Aslan Ağayev, Sowjetunion, Bronzemedaillengewinner Weltmeisterschaften 1990 im griech.-röm. Stil, Fliegengewicht
- Ioannis Agatzanian, Griechenland, Europameister 1995 im griech.-röm. Stil, Halbfliegengewicht
- Ahmet Ağralı, Türkei, Vizeeuropameister 1966 im freien Stil, Mittelgewicht
- Anselm Ahlfors, Finnland, olympischer Silbermedaillengewinner 1924 im griech.-röm. Stil, Bantamgewicht
- Anders Ahlgren, Schweden, Olympiasieger 1912 im griech.-röm. Stil, Halbschwergewicht
- Severin Ahlqvist, Schweden, Weltmeister 1904 im griech.-röm. Stil, Mittelgewicht
- Juha Ahokas, Finnland, Europameister 2003 im griech.-röm. Stil, Schwergewicht
- Natig Aiwasow, Aserbaidschan, Europameister 1993 im griech.-röm. Stil, Fliegengewicht
- Ahmet Ak, Türkei, Europameister 1989 im freien Stil, Bantamgewicht
- Kōsei Akaishi, Japan, olympischer Silbermedaillengewinner 1984 und Bronzemedaillengewinner 1992 im freien Stil, Leichtgewicht
- Nasuh Akar, Türkei, Olympiasieger 1948 und Weltmeister 1951 im freien Stil, Bantamgewicht
- Nils Åkerlindh, Schweden, Europameister 1937 und 1939 im griech.-röm. Stil, Halbschwergewicht
- Jarkko Ala-Huikku, Finnland, Europameister 2008 im griech.-röm. Stil, Federgewicht
- Ali Alan, Türkei, Weltmeister 1970 im freien Stil, Fliegengewicht
- Fredi Albrecht, Deutschland, Vizeweltmeister 1975 im griech.-röm. Stil, Schwergewicht
- Rahim Aliabadi, Iran, olympischer Silbermedaillengewinner 1972 im griech.-röm. Stil, Papiergewicht
- Néstor Almanza, Kuba, Weltmeister 1993 im griech.-röm. Stil, Weltergewicht
- Boris Ambarzumow, Russland, Europameister 1998 im griech.-röm. Stil, Federgewicht
- Ludovic Ambruș, Rumänien, Vizeweltmeister 1971 im griech.-röm. Stil, Weltergewicht
- Roman Amojan, Armenien, Europameister 2006 im griech.-röm. Stil, Bantamgewicht
- An Han-bong, Südkorea, Olympiasieger 1992 im griech.-röm. Stil, Bantamgewicht
- Olle Anderberg, Schweden, Olympiasieger 1952 im freien Stil, Leichtgewicht und vielfacher Weltmeister
- Frank Andersson, Schweden, olympischer Bronzemedaillengewinner 1984 im griech.-röm. Stil sowie dreifacher Welt- und vierfacher Europameister im Mittel- bzw. Halbschwergewicht
- Gösta Andersson, Schweden, Olympiasieger 1948 im griech.-röm. Stil, Weltergewicht
- Leif Andersson, Schweden, Europameister 1973 im griech.-röm. Stil, Mittelgewicht
- Thure Andersson, Schweden, olympischer Silbermedaillengewinner 1936 im freien Stil, Weltergewicht
- Soslan Andijew, Sowjetunion, Olympiasieger 1976 u. 1980 im freien Stil, Superschwergewicht
- Vasile Andrei, Rumänien, Olympiasieger 1984 im griech.-röm. Stil, Schwergewicht
- Kurt Angle, USA, Olympiasieger 1996 im freien Stil, Schwergewicht
- Roman Amojan, Armenien, Europameister 2006 im griech.-röm. Stil, Fliegengewicht
- Bertil Antonsson, Schweden, olympischer Silbermedaillengewinner 1948 u. 1952 im freien Stil, Schwergewicht
- Kalle Anttila, Finnland, Weltmeister 1921 und 1922 im griech.-röm. Stil, Federgewicht
- Teimuras Apchasawa, Sowjetunion, Weltmeister 1982 und 1983 im griech.-röm. Stil, Mittelgewicht
- Stojan Apostolow, Bulgarien, olympischer Silbermedaillengewinner 1972 im griech.-röm. Stil, Leichtgewicht
- Dilshod Aripov, Usbekistan, Weltmeister 2001 im griech.-röm. Stil, Bantamgewicht
- Jim Armstrong, Australien, olympischer Bronzemedaillengewinner 1948 und Sieger bei den British Empire Games 1950 im freien Stil, Schwergewicht
- Firouz Arlouzadeh, Iran, Weltmeister 1969 im griech.-röm. Stil, Fliegengewicht
- Toshio Asakura, Japan, Weltmeister 1981 im freien Stil, Fliegengewicht
- Erich Äschlimann, Schweiz, Europameister 1929 im freien Stil, Halbschwergewicht
- Filiberto Ascuy Aguilera, Kuba, Olympiasieger 1996 und 2000 im griech.-röm. Stil, Weltergewicht
- Marko Asell, Finnland, olympischer Silbermedaillengewinner 1996 im griech.-röm. Stil, Weltergewicht
- Elman Əsgərov, Aserbaidschan, Vizeeuropameister 2002 und 2005 im freien Stil, Leichtgewicht
- Ali Ashkani, Iran, Vizeweltmeister 2005 im griech.-röm. Stil, Federgewicht
- Alfred Asikainen, Finnland, Weltmeister 1911 im griech.-röm. Stil, Halbschwergewicht
- Eldar Assanow, Vizeweltmeister 1997 im freien Stil, Schwergewicht
- Mahmut Atalay, Türkei, Weltmeister 1966 im freien Stil, Leichtgewicht
- Adil Atan, Türkei, Vizeweltmeister 1954 im freien Stil, Halbschwergewicht
- Atanas Atanassow, Bulgarien, Vizeeuropameister 1985 und 1988 im freien Stil, Superschwergewicht
- Achmed Atawow, Sowjetunion, Weltmeister 1989 im freien Stil, Schwergewicht
- Celal Atik, Türkei, Olympiasieger 1948 im freien Stil, Leichtgewicht
- İsmet Atlı, Türkei, Olympiasieger 1960 im freien Stil, Halbschwergewicht
- Otto Aubeli, Ungarn, Bronzemedaillengewinner Europameisterschaften 2005 im freien Stil, Schwergewicht
- Nazmi Avluca, Türkei, Weltmeister 1999 im griech.-röm. Stil, Weltergewicht
- Ahmet Ayık, Türkei, Olympiasieger 1980 im freien Stil, Schwergewicht
- Kâzım Ayvaz, Türkei, Weltmeister 1958 u. 1962 im griech.-röm. Stil im Leicht- bzw. Weltergewicht

## B
- André Backhaus, Deutschland, Europameister 1993 im freien Stil im Weltergewicht
- Péter Bácsi, Ungarn, Europameister 2008 im griech.-röm. Stil, Weltergewicht
- Raymund Badó, Ungarn, Europameister 1927 im griech.-röm. Stil, Halbschwergewicht
- Baju Baew, Bulgarien, Europameister von 1968 bis 1970 im freien Stil, Fliegengewicht
- Gurgen Baghdassarjan, Sowjetunion, Europameister 1980 im freien Stil, Bantamgewicht
- Rimantas Bagdonas, Sowjetunion, Weltmeister 1965 im griech.-röm. Stil, Mittelgewicht
- Islam Bairamukow, Kasachstan, olympischer Silbermedaillengewinner 2000 im freien Stil, Halbschwergewicht
- Baqtijar Baissejitow, Kasachstan, Weltmeister 1998 im griech.-röm. Stil, Weltergewicht
- Chorloogiin Bajanmönch, Mongolei, olympischer Silbermedaillengewinner 1972 und Weltmeister 1975 im freien Stil, Schwergewicht
- Károly Bajkó, Ungarn, olympischer Bronzemedaillengewinner 1968 und 1972
- Wachtang Balawadse, Sowjetunion, Weltmeister 1954 und 1957 im freien Stil, Weltergewicht
- Nikolai Balboschin, Sowjetunion, Olympiasieger 1976 im griech.-röm. Stil, Schwergewicht sowie mehrfacher Europa- und Weltmeister
- József Balla, Ungarn, olympischer Silbermedaillengewinner 1976 und 1980 im freien Stil, Superschwergewicht
- Petar Balow, Bulgarien, Europameister 1982 im griech.-röm. Stil, Bantamgewicht
- Stojan Balow, Bulgarien, Weltmeister 1985 im griech.-röm. Stil, Bantamgewicht
- Heiko Balz, Deutschland, olympischer Silbermedaillengewinner 1992 im freien Stil, Schwergewicht
- Ed Banach, USA, Olympiasieger 1984 im freien Stil, Halbschwergewicht
- Louis Banach, USA, Olympiasieger 1984 im freien Stil, Schwergewicht
- Bang Dae-du, Südkorea, olympischer Bronzemedaillengewinner 1984 im griech.-röm. Stil, Fliegengewicht
- Sándor Bárdosi, Ungarn, olympischer Silbermedaillengewinner 2000 im griech.-röm. Stil, Mittelgewicht
- Ine Barlie, Norwegen, Weltmeisterin 1987 und 1992 im Frauenringen
- Chassan Barojew, Russland, Olympiasieger 2004 im griech.-röm. Stil, Schwergewicht
- Hermann Baruch, Deutschland, Europameister 1924 im griech.-röm. Stil, Leichtgewicht
- Serafim Barsakow, Bulgarien, Weltmeister 1998 und 2001 im freien Stil, Halbschwergewicht
- Mansour Barzegar, Iran, Weltmeister 1973 und olympischer Silbermedaillengewinner 1976 im freien Stil, Weltergewicht
- Hakkı Başar, Türkei, olympischer Silbermedaillengewinner 1992 im griech.-röm. Stil im Halbschwergewicht
- Mohamed Bashir, Pakistan, olympischer Bronzemedaillengewinner 1960 im freien Stil, Weltergewicht und dreifacher Sieger bei Commonwealth Games
- Albert Batirow, Weißrussland, Europameister 2007 im freien Stil, Leichtgewicht
- Georg Baumann, Russland, Weltmeister 1913 im griech.-röm. Stil, Mittelgewicht
- Hermann Baumann, Schweiz, olympischer Bronzemedaillengewinner 1948 im freien Stil, Leichtgewicht
- Bruce Baumgartner, USA, Olympiasieger 1984 und 1992 im freien Stil, Superschwergewicht
- Bajaraagiin Naranbaatar, Mongolei, Vizeweltmeister 2007 im freien Stil, Bantamgewicht
- Sefer Baygin, Türkei, Europameister 1972 im freien Stil, Papiergewicht
- Mithat Bayrak, Türkei, Olympiasieger 1956 und 1960 im griech.-röm. Stil, Weltergewicht
- Ashgar Bazrighaleh, Iran, Vizeweltmeister 2006 im freien Sil, Weltergewicht
- Hassan Bchara, Libanon, olympischer Bronzemedaillengewinner 1980 im griech.-röm. Stil, Superschwergewicht
- Bill Beckman, USA, olympischer Silbermedaillengewinner 1904 im freien Stil, Weltergewicht
- Dawit Bedinadse, Georgien, Weltmeister 2007 im griech.-röm. Stil, Federgewicht
- Kanatbek Begalijew, Kirgisistan, Vizeweltmeister 2006 im griech.-röm. Stil, Leichtgewicht
- Michael Beilin, Israel, Weltmeisterschaftsdritter 1999 und 2001 im griech.-röm. Stil, Federgewicht
- Anatoli Beloglasow, Sowjetunion, Olympiasieger 1980 im freien Stil, Fliegengewicht
- Sergei Beloglasow, Sowjetunion, Olympiasieger 1980 und 1988 im freien Stil, Bantamgewicht
- Nikolai Below, Sowjetunion, Europameister 1947 im griech.-röm. Stil, Mittelgewicht
- Lajos Bencze, Ungarn, Europameister 1946 im freien Stil, Bantamgewicht
- Martin Berberjan, Armenien, Europameister 2004 im freien Stil, Bantamgewicht
- Adem Bereket, Türkei, olympischer Bronzemedaillengewinner 2000 im freien Stil, Weltergewicht
- Per Berlin, Schweden, olympischer Silber- und Bronzemedaillengewinner 1952 bzw. 1956 im griech.-röm. Stil, Weltergewicht
- Tamás Berzicza, Ungarn, Vizeweltmeister 1997 im griech.-röm. Stil, Weltergewicht
- Alexander Besrutschkin, Russland, Weltmeister 2001 im griech.-röm. Stil, Halbschwergewicht
- David Bichinashvili, Deutschland, Vizeeuropameister 1998 und 2001 im freien Stil, Halbschwergewicht
- Edvīns Bietags, Lettland, olympischer Silbermedaillengewinner 1936 im griech.-röm. Stil, Halbschwergewicht
- Boris Bigajew, Sowjetunion, Europameister 1978 im freien Stil, Schwergewicht
- Ahmet Bilek, Türkei, Olympiasieger 1960 im freien Stil, Fliegengewicht
- Gazanfer Bilge, Türkei, Olympiasieger 1948 im freien Stil, Federgewicht
- Aslanbek Bissultanow, Sowjetunion, Weltmeister 1987 im freien Stil, Schwergewicht
- Risto Björlin, Finnland, Europameister 1969 und olympischer Bronzemedaillengewinner im griech.-röm. Stil, Bantamgewicht
- Wachtang Blagidse, Sowjetunion, Olympiasieger 1980 im griech.-röm. Stil, Fliegengewicht
- Jeffrey Blatnick, USA, Olympiasieger 1984 im freien Stil im Schwergewicht
- Douglas Blubaugh, USA, Olympiasieger 1960 im freien Stil, Weltergewicht
- Bernd Bobrich, DDR, Vizeeuropameister 1981 und 1985 im freien Stil, Bantamgewicht
- Heinrich Bock, Deutschland, Weltmeister 1920 im griech.-röm. Stil, Halbschwergewicht
- Bojan Boew, Bulgarien, Vizeweltmeister 1973 im freien Stil, Superschwergewicht
- Roland Bock, Deutschland, Europameister 1970 im griech.-röm. Stil, Schwergewicht
- Wadim Bogijew, Russland, Olympiasieger 1996 im freien Stil, Leichtgewicht
- Iwan Bohdan, Sowjetunion, Olympiasieger 1960 im griech.-röm. Stil, Schwergewicht
- Ivar Böhling, Finnland, olympischer Silbermedaillengewinner 1912 im griech.-röm. Stil, Halbschwergewicht
- Paul Böhmer, Deutschland, Vizeeuropameister 1935 im griech.-röm. Stil u. 1937 im freien Stil, Halbschwergewicht
- Bujandelgeriin Bold, Mongolei, Vizeweltmeister 1979, 1983 und 1985 im freien Stil, Leichtgewicht
- Benjamin Bradshaw, USA, Olympiasieger 1904 im freien Stil, Federgewicht
- Daniel Brand, USA, olympischer Bronzemedaillengewinner 1964 im freien Stil, Mittelgewicht
- Glen Brand, USA, Olympiasieger 1948 im freien Stil, Mittelgewicht
- Terry Brands, USA, Weltmeister 1993 und 1995, Gewinner der Bronzemedaille bei den Olympischen Spielen 2000 im freien Stil, Bantamgewicht.
- Thomas Brands, USA, Olympiasieger 1996 im freien Stil, Federgewicht
- Fritz Bräun, Deutschland, Europameister 1924 und 1925 im griech.-röm. Stil, Mittelgewicht
- Jakob Brendel, Deutschland, Olympiasieger 1932 im griech.-röm. Stil, Bantamgewicht
- Hans-Dieter Brüchert, DDR, olympischer Silbermedaillengewinner 1976 im freien Stil, Bantamgewicht
- Reto Bucher, Schweiz, Vizeeuropameister 2007 im griech.-röm. Stil, Weltergewicht
- Valeriu Bularca, Rumänien, Weltmeister 1961 im griech.-röm. Stil, Weltergewicht
- Adelmo Bulgarelli, Italien, olympischer Bronzemedaillengewinner 1956 im griech.-röm. Stil, Schwergewicht
- Maik Bullmann, Deutschland, Olympiasieger 1992 im griech.-röm. Stil, Mittelgewicht u. dreifacher Weltmeister
- Harald Büttner, Deutschland, Weltmeister 1978 im freien Stil im Schwergewicht
- Dremiel Byers, USA, Weltmeister 2002 im griech.-röm. Stil, Schwergewicht
- Anatoli Bykow, Sowjetunion, Olympiasieger 1976 im griech.-röm. Stil, Weltergewicht

## C
- Axel Cadier, Schweden, Olympiasieger 1932 u. 1936 im griech.-röm. Stil, Mittel- bzw. Halbschwergewicht
- Muharrem Candaş, Türkei, Weltmeister 1950 im griech.-röm. Stil, Halbschwergewicht
- Adil Candemir, Türkei, olympischer Silbermedaillengewinner 1948 im freien Stil, Mittelgewicht
- Fatih Çakıroğlu, Türkei, Vizeeuropameister 2003 im freien Stil, Halbschwergewicht
- Mustafa Çakmak, Türkei, Vizeeuropameister 1939 im griech.-röm. Stil, Halbschwergewicht
- Christopher Campbell, USA, Weltmeister 1981 im freien Stil, Mittelgewicht
- Raúl Cascaret, Kuba, Weltmeister 1985 und 1986 im freien Stil, Weltergewicht
- Henry Cejudo, USA, Olympiasieger 2008 im freien Stil, Bantamgewicht
- Ion Cernea, Rumänien, olympischer Silbermedaillengewinner 1964 im griech.-röm. Stil, Bantamgewicht
- Leri Chabelowi, Russland, Olympiasieger 1992 im freien Stil, Schwergewicht
- Aslan Chadarzew, Russland, Weltmeister 1987 im freien Stil, Superschwergewicht
- Chang Chang-sun, Südkorea, olympischer Silbermedaillengewinner 1964 und Weltmeister 1966 im freien Stil, Fliegengewicht
- Salman Chassimikow, Sowjetunion, Weltmeister 1979, 1981, 1982 und 1983 im freien Stil, Superschwergewicht
- Zakaria Chihab, Libanon, olympischer Silbermedaillengewinner 1952 im griech.-röm. Stil, Bantamgewicht
- Sören Claesson, Schweden, olympischer Bronzemedaillengewinner im griech.-röm. Stil, Mittelgewicht
- Mehmet Çoban, Türkei, Bronzemedaille Europameisterschaft 1938 im griech.-röm. Stil, Schwergewicht
- Daniel Cormier, USA, Goldmedaille Pan American Games 2003 im freien Stil, Mittelgewicht
- József Csatári, Ungarn, olympischer Bronzemedaillengewinner 1968 im freien Stil, Halbschwergewicht

## D
- Axel Dieter, Deutschland, Weltmeister und Vize-Weltmeister 1970
- Alireza Dabir, Iran, Olympiasieger 2000 und Weltmeister 1998 im freien Stil, Bantamgewicht
- Mustafa Dağıstanlı, Türkei, Olympiasieger 1956 und 1960, Weltmeister 1954, 1957 und 1959 im freien Stil, Bantam- bzw. Federgewicht
- Minatulla Daibow, Sowjetunion, Vizeweltmeister 1958 im freien Stil, Fliegengewicht
- Bogdan Daras, Polen, Weltmeister 1985 und 1986 im griech.-röm. Stil, Mittelgewicht
- Jiichirō Date, Japan, Olympiasieger 1976 im freien Stil, Weltergewicht
- Clark Davis, Kanada, Vizeweltmeister 1982 und 1985 im freien Stil, Halbschwergewicht bzw. Schwergewicht
- Nelson Dawidjan, Sowjetunion, Weltmeister im griech.-röm. Stil, Federgewicht
- Dschamtsyn Dawaadschaw, Mongolei, olympischer Silbermedaillengewinner 1980 im freien Stil, Weltergewicht
- Henri Deglane, Frankreich, Olympiasieger 1924 im griech.-rö. Stil, Schwergewicht
- Mahmut Demir, Türkei, Olympiasieger 1996 im freien Stil, Superschwergewicht
- Wilfried Dietrich, Deutschland, Olympiasieger 1960 im freien Stil, Schwergewicht
- Hugo Dietsche, Schweiz, olympischer Bronzemedaillengewinner 1984 im griech.-röm. Stil, Federgewicht
- Dimitar Dobrew, Bulgarien, Olympiasieger 1960 im griech.-röm. Stil, Mittelgewicht
- Jan Dolgowicz, Polen Gewinner der olympischen Silbermedaille 1980 im griech.-röm. Stil, Mittelgewicht
- Ahmet Doğu, Türkei, Olympiasieger 1948 im freien Stil, Weltergewicht
- Yaşar Doğu, Türkei, Weltmeister im freien Stil, Halbschwergewicht
- Karl Döppel, Deutschland, Europameister 1921, griech.-röm. Stil, Schwergewicht
- Melvin Douglas, USA, Weltmeister 1993 im freien Stil, Halbschwergewicht
- Ion Draica, Rumänien, Olympiasieger 1984 im griech.-röm. Stil, Mittelgewicht
- Osman Duraliew, Bulgarien, olympischer Silbermedaillengewinner 1968 im freien Stil, Schwergewicht

## E
- Saeid Ebrahimi, Iran, Vizeweltmeister 2007 im freien Stil, Halbschwergewicht
- Osman Efendijew, Sowjetunion, Vizeweltmeister 1982 im freien Stil, Fliegengewicht
- Wiktor Efteni, Ukraine, Europameister 1996 im freien Stil, Papiergewicht
- Amari Egadse, Sowjetunion, Vizeweltmeister 1962 im griech.-röm. Stil, Bantamgewicht
- Hans-Heinrich Egeberg, Dänemark, Weltmeister 1907 und 1908 im griech.-röm. Stil, Schwergewicht
- Martin Egeberg, Norwegen, Vizeweltmeister 1922 im griech.-röm. Stil, Federgewicht
- Brandon Eggum, USA, Vizeweltmeister 2001 im freien Stil, Mittelgewicht
- Wolfgang Ehrl, Deutschland, olympischer Silbermedaillengewinner 1932 u. 1936 im griech.-röm. Stil bzw. im freien Stil im Feder- bzw. im Leichtgewicht
- Heinz Eichelbaum, Deutschland, Weltmeisterschaftsdritter im freien Stil, Superschwergewicht
- Mohamed El Ward, Ägypten, Vizeeuropameister 1947 im griech.-röm. Stil, Fliegengewicht
- Peter Engelhardt, Deutschland, deutscher Meister 2006 im freien Stil, Leichtgewicht
- August Englas, Sowjetunion, Weltmeister 1954 im freien Stil im Halbschwergewicht
- Masaki Eto, Japan, Weltmeister 1983 im griech.-röm. Stil, Bantamgewicht
- Jay Thomas Evans, USA, olympischer Silbermedaillengewinner 1952 im freien Stil, Leichtgewicht
- Mindaugas Ežerskis, Litauen, Vizeweltmeister 2007 im griech.-röm. Stil, Halbschwergewicht

## F
- Ignazio Fabra, Italien, olympischer Silbermedaillengewinner 1952 und 1956 im griech.-röm. Stil, Fliegengewicht
- Arsen Fadsajew, Sowjetunion, Olympiasieger 1988 und 1992 im freien Stil, Leichtgewicht
- Bengt Fahlqvist, Schweden, Europameister 1946 und olympischer Bronzemedaillengewinner 1948 im freien Stil, Halbschwergewicht
- Akbar Fallah, Iran, Weltmeister 1993 im freien Stil, Leichtgewicht
- Mohsen Farahvashi, Iran, Weltmeister 1973 im freien Stil, Bantamgewicht
- Mohammad Farhangdoust, Iran, Vizeweltmeister 1970 und 1971 im freien Stil, Weltergewicht
- Mohammad Ali Fardin, Iran, Vizeweltmeister 1954 im freien Stil, Weltergewicht
- József Farkas, Ungarn, Vizeeuropameister 1976 im griech.-röm. Stil, Schwergewicht
- Péter Farkas, Ungarn, Olympiasieger 1992 im griech.-röm. Stil, Mittelgewicht
- Kamil Fatkulin, Sowjetunion, Europameister 1984 und dreifacher Vizeweltmeister im griech.-röm. Stil, Fliegengewicht bzw. Bantamgewicht
- Anatol Fedarenka, Weißrussland, Europameister 1985 und 1988 im griech.-röm. Stil, Schwergewicht
- Wassyl Fedoryschyn, Ukraine, Europameister 2005, 2007 und 2008 im freien Stil, Federgewicht
- Albert Ferber, Deutschland, deutscher Meister 1950 im freien Stil u. im griech.-röm. Stil, Halbschwergewicht
- Hermann Fischer, DDR, gesamtdeutscher Meister im Fliegengewicht
- Lothar Fischer, DDR, Bronzemedaille bei der Weltmeisterschaft in Budapest 1958
- Jean Földeák, Deutschland, olympischer Silbermedaillengewinner 1932 im griech.-röm. Stil, Mittelgewicht
- Mike Foy, USA, Vizeweltmeister 1989 im griech.-röm. Stil, Halbschwergewicht
- Steve Fraser, USA, Olympiasieger 1984 im griech.-röm. Stil, Halbschwergewicht
- Gustav Freij, Schweden, Weltmeister 1953, griech.-röm. Stil, Leichtgewicht
- Hideo Fujimoto, Japan, olympischer Silbermedaillengewinner 1968 im griech.-röm. Stil, Federgewicht

## G
- Danny Gable, USA, Olympiasieger 1972 im freien Stil, Leichtgewicht
- Rafik Gadschijew, Sowjetunion, Europameister 1970 im freien Stil, Papiergewicht
- Ichaku Gaidarbekow, Sowjetunion, Europameister 1975 im freien Stil, Leichtgewicht
- Henrik Gál, Ungarn, Europameister 1976 im freien Stil, Fliegengewicht
- József Gál, Ungarn, Weltmeister 1950 im griech.-röm. Stil, Leichtgewicht
- Petros Galaktopoulos, Griechenland, olympischer Bronzemedaillengewinner 1968 und Silbermedaillengewinner 1972 im griech.-röm. Stil, Weltergewicht
- Wladimir Galkin, Sowjetunion, Vizeeuropameister 1981 im griech.-röm. Stil, Weltergewicht
- Waghinak Galstjan, Armenien, Weltmeister 2001 im griech.-röm. Stil, Federgewicht
- Nicu Gângă, Rumänien, Weltmeister 1973 und 1977 im griech.-röm. Stil, Fliegengewicht
- Xetaq Gozyumov, Aserbaidschan, Europameister im Freistil 2009, 2010, 2011, Weltmeister 2010, Vizeweltmeister 2009, Olympiabronze 2008, 2012
- Tamás Gáspár, Ungarn, Weltmeister 1986 im griech.-röm. Stil, Schwergewicht
- Wilfredo García, Kuba, Weltmeister 1997 im freien Stil, Fliegengewicht
- Rulon Gardner, USA, Olympiasieger 2000 im griech.-röm. Stil, Schwergewicht
- Proban Gardschew, Bulgarien, Weltmeister 1963 und 1966 und Olympiasieger 1964 im freien Stil, Halbschwergewicht
- Richard Garrard, Australien, olympischer Silbermedaillengewinner im freien Stil, Weltergewicht
- Georg Gehring, Deutschland, olympischer Bronzemedaillengewinner 1928 und zweifacher Europameister im griech.-röm. Stil 1929 u. 1931 im Schwergewicht
- Justin Gehring, Deutschland, Olympiasieger Arbeiter-Olympiaden 1925 u. 1931 im griech.-röm. Stil, Bantamgewicht
- Roland Gehrke, Deutschland, Weltmeister 1981 im freien Stil, Schwergewicht
- Maxim Geller, Israel, Vizeeuropameister 1991 im freien Stil, Leichtgewicht
- Hasan Gemici, Türkei, Olympiasieger 1952 im freien Stil, Fliegengewicht
- Necmi Gençalp, Türkei, olympischer Silbermedaillengewinner 1988 im freien Stil, Mittelgewicht
- Mladen Georgiew, Bulgarien, Vizeeuropameister 1967 im freien Stil, Federgewicht
- Nikolai Gergow, Bulgarien, Weltmeister 2005 und Europameister 2005 und 2007 im griech.-röm. Stil, Leichtgewicht
- Peter Germer, Deutschland, Weltmeisterschaftsdritter 1970 im freien Stil, Superschwergewicht
- Georg Gerstacker, Deutschland, olympischer Silbermedaillengewinner 1912 im griech.-röm. Stil, Federgewicht
- Samuel Gerson, USA, olympischer Silbermedaillengewinner 1920 im freien Stil, Federgewicht
- Walentin Getsow, Bulgarien, olympischer Silbermedaillengewinner 1992 im freien Stil, Leichtgewicht
- Araik Geworgijan, Armenien, Weltmeister 1995, 1997 und 1998 im freien Stil, Leichtgewicht
- Suren Geworkijan, Ukraine, Vizeeuropameister 2003 im griech.-röm. Stil, Federgewicht
- Matt Ghaffari, USA, olympischer Silbermedaillengewinner 1996 im griech.-röm. Stil, Superschwergewicht
- Mohammad Ghorbani, Iran, Weltmeister 1971 im freien Stil, Fliegengewicht
- Greg Gibson, USA, Vizeweltmeister 1981 im freien Stil, Schwergewicht
- Nasser Givehchi, Iran, olympischer Silbermedaillengewinner 1952 im freien Stil, Federgewicht
- Gunnar Glans, Schweden, Europameister 1934 im griech.-röm. Stil, Weltergewicht
- Alexei Gluschkow, Russland, olympischer Bronzemedaillengewinner 2000 im griech.-röm. Stil, Leichtgewicht
- Dawit Gobedschischwili, Sowjetunion, Olympiasieger 1988 im freien Stil, Superschwergewicht
- Klaus-Peter Göpfert, Deutschland, Europameister 1968 und Vizeweltmeister 1971 und 1974 im griech.-röm. Stil, Leichtgewicht bzw. Weltergewicht
- Goun Duk-yong, Südkorea, Weltmeister 1991 im griech.-röm. Stil, Papiergewicht
- Kamen Goranow, Bulgarien, olympischer Silbermedaillengewinner 1976 im griech.-röm. Stil, Schwergewicht
- Roger Gössner, Deutschland, Vizeweltmeister 1987 im griech.-röm. Stil, Mittelgewicht
- Giovanni Gozzi, Italien, Olympiasieger 1932 im griech.-röm. Stil, Federgewicht
- Juri Grigorjew, Sowjetunion, Europameister 1986 im griech.-röm. Stil, Federgewicht
- Wladimir Grigorjew, Sowjetunion, Vizeweltmeister 1986 im grie.-röm. Stil, Superschwergewicht
- Axel Grönberg, Schweden, Olympiasieger 1948 u. 1952 im griech.-röm. Stil, Mittelgewicht
- Kelpo Gröndahl, Finnland, Olympiasieger 1952 im griech.-röm. Stil, Halbschwergewicht
- Hans Gstöttner, Deutschland, Europameister 1990 im freien Stil, Mittelgewicht
- Guram Guduschauri, Sowjetunion, Weltmeister 1987 im griech.-röm. Stil, Schwergewicht
- Hasan Güngör, Türkei, Olympiasieger 1960 und Europameister 1966 im freien Stil, Mittelgewicht
- György Gurics, Ungarn, Weltmeister 1961 im griech.-röm. Stil, Halbschwergewicht
- İsmail Güzel, Türkei, Europameister 2006 im griech.-röm. Stil, Superschwergewicht
- Dawit Gwanseladse, Sowjetunion, olympischer Bronzemedaillengewinner 1964 im griech.-röm. Stil, Leichtgewicht
- Mihály Gyulai, Ungarn, Vizeeuropameister 1976 im freien Stil, Papiergewicht

## H
- Arvo Haavisto, Finnland, Olympiasieger 1928 im freien Stil, Weltergewicht
- Imam-Ali Habibi, Iran, Olympiasieger 1956, Weltmeister 1959, 1961 und 1962 im freien Stil, Leichtgewicht, Mittelgewicht
- Georg Hackenschmidt, Estland, Europameister 1898 im griech.-röm. Stil
- Ryswan Hadschyjeu, Weißrussland, Vizeeuropameister 2008 im freien Stil, Bantamgewicht
- Jürgen Hähnel, Deutschland, Europameister 1972 im griech.-röm. Stil, Leichtgewicht
- Fritz Hagmann, Schweiz, Olympiasieger 1924 im freien Stil, Mittelgewicht
- Abbas Haj Kenari, Iran, Weltmeister 1997 im freien Stil, Federgewicht
- Murad Hajdarau, Weißrussland, Vizeweltmeister 2003 im freien Stil, Weltergewicht
- Mehdi Hajizadeh Jouibari, Iran, Weltmeister 2002 im freien Stil, Weltergewicht
- Dennis Hall, USA, Weltmeister 1995 im griech.-röm. Stil, Bantamgewicht
- Han Myung-woo, Südkorea, Olympiasieger 1988 im freien Stil, Mittelgewicht
- Tsumoto Hanahara, Japan, Olympiasieger 1964 im griech.-röm. Stil, Fliegengewicht
- Poul Hansen, Dänemark, olympischer Silbermedaillengewinner 1920 im griech.-röm. Stil, Halbschwergewicht
- Sigfrid Hansson, Schweden, Europameister 1926 im griech.-röm. Stil, Bantamgewicht
- Ali Hassan, Ägypten, Europameister 1947 und Weltmeister 1950 sowie olympischer Silbermedaillengewinner 1948 im griech.-röm. Stil, Bantamgewicht
- Oliver Hassler, Deutschland, CISM-Militär-Weltmeister 2014 in Fort Dix/USA, Vize-Weltmeister 2014 in Taschkent, Deutscher Meister im Halbschwergewicht 2014
- David Hazewinkel, USA, Vizeweltmeister 1970 im griech.-röm. Stil, Bantamgewicht
- Alfons Hecher, Deutschland, Bronzemedaille, Europameisterschaft 1969 im griech.-röm. Stil, Halbschwergewicht
- Csaba Hegedűs, Ungarn, Olympiasieger 1972 im griech.-röm. Stil, Mittelgewicht
- Ewald Hegewald, Deutschland, Weltmeister 1913 im griech.-röm. Stil, Leichtgewicht
- Karl Hegglin, Schweiz, Europameister 1935 im freien Stil, Schwergewicht
- Alireza Heidari, Iran, olympischer Bronzemedaillengewinner 2004, Weltmeister 1998, Vize-Weltmeister 1999, 2002 und 2003, WM-Dritter 1997, Weltpokalsieger 1999, 2000 und 2001, Asienmeister 1997, 1999, 2001 und 2003, Goldmedaillengewinner bei den Asienspielen 1998, 2002 und 2006 im freien Stil, Mittelgewicht, Halbschwergewicht und Schwergewicht
- Ali Akbar Heidari, Iran, olympischer Bronzemedaillengewinner 1964, Bronzemedaillengewinner bei den Asienspielen 1966 im freien Stil, Fliegengewicht
- Karl-Heinz Helbing, Deutschland, olympischer Bronzemedaillengewinner 1976 im griech.-röm. Stil, Weltergewicht
- Russell Hellickson, USA, olympischer Silbermedaillengewinner 1976 im freien Stil, Schwergewicht
- Reiner Heugabel, Deutschland, Europameister 1991 im freien Stil, Papiergewicht
- Johannes Herbert, Deutschland, olympischer Bronzemedaillengewinner 1936, im freien Stil, Bantamgewicht
- Josef Herda, Tschechoslowakei, olympischer Silbermedaillengewinner 1936, griech.-röm. Stil, Leichtgewicht
- Sebastian Hering, Deutschland, Europameister 1935 im griech.-röm. Stil, Federgewicht
- Philipp Heß, Deutschland, Bronzemedaillengewinner Weltmeisterschaft 1920 im griech.-röm. Stil im Leichtgewicht
- Horst Heß, Deutschland, Vizeweltmeister 1958 im griech.-röm. Stil 1958 im Mittelgewicht
- Gerhard Himmel, Deutschland, olympischer Silbermedaillengewinner 1988 u. Weltmeister 1989 im griech.-röm. Stil im Schwergewicht
- Koichiro Hirayama, Japan, olympischer Silbermedaillengewinner 1972 und Bronzemedaillengewinner 1976 im griech.-röm. Stil, Fliegengewicht
- Imre Hódos, Ungarn, Olympiasieger 1952 im griech.-röm. Stil, Bantamgewicht
- Leo Honkala, Finnland, olympischer Bronzemedaillengewinner 1952 im griech.-röm. Stil, Fliegengewicht
- Kurt Hornfischer, Deutschland, olympischer Bronzemedaillengewinner im griech.-röm. Stil 1936 im Schwergewicht u. vierfacher Europameister
- Thomas Horschel, Deutschland, Vizeeuropameister 1984 und 1986 im griech.-röm. Stil, Schwergewicht
- Mikko Huhtala, Finnland, olympischer Bronzemedaillengewinner 1980 und Vizeweltmeister 1981 im griech.-röm. Stil, Weltergewicht
- Carol Huynh, Kanada, Olympiasiegerin 2008 im freien Stil, Fliegengewicht
- Antti Hyvönen, Finnland, Weltmeister 1911 im griech.-röm. Stil, Federgewicht

## I
- Mogamed Ibragimov, Aserbaidschan und Mazedonien, Europameister 1995, 1996 und 1999 und olympischer Bronzemedaillengewinner 2000 im freien Stil, Mittelgewicht
- Masamitsu Ichiguchi, Japan, Olympiasieger 1964 im griech.-röm. Stil, Bantamgewicht
- Daniel Igali, Kanada, Weltmeister 1999 und Olympiasieger 2000 im freien Stil, Leichtgewicht
- Alexander Ignatenko, Sowjetunion und Russland, Weltmeister 1989 und 1990 im griech.-röm. Stil, Fliegengewicht
- Wiktor Igumenow, Sowjetunion, Weltmeister 1966, 1967, 1969, 1970 und 1971 im griech.-röm. Stil. Weltergewicht
- Mitsuo Ikeda, Japan, Olympiasieger 1956 im freien Stil, Weltergewicht
- Väinö Ikonen, Finnland, olympischer Bronzemedaillengewinner 1924 im griech.-röm. Stil, Bantamgewicht
- Iwan Iliew, Bulgarien, Vizeeuropameister 1970 und 1972 im freien Stil, Mittelgewicht
- Takashi Irie, Japan, olympischer Silbermedaillengewinner 1984 im freien Stil, Papiergewicht
- Magomed Issagadschijew, Russland, Vizeweltmeister 2002 im freien Stil, Weltergewicht
- Shōhachi Ishii, Japan, Olympiasieger 1952 im freien Stil, Bantamgewicht
- Alexander Iwanizki, Sowjetunion, vierfacher Weltmeister und Olympiasieger 1964 im freien Stil, Halbschwergewicht bzw. Schwergewicht
- Alexander Iwanow, Sowjetunion, olympischer Silbermedaillengewinner 1976 im freien Stil, Fliegengewicht
- Dimitar Iwanow, Bulgarien, Vizeweltmeister 1974 im griech.-röm. Stil, Mittelgewicht
- Emil Iwanow, Bulgarien, Weltmeister 1986 und 1989 im griech.-röm. Stil, Bantamgewicht
- Petar Iwanow, Bulgarien, Europameister 1980 im freien Stil, Superschwergewicht
- Stefan Iwanow, Bulgarien, Europameister 1981, 1983 und 1985 im freien Stil, Bantamgewicht
- Wladislaw Iwlew, Sowjetunion, Europameister 1966 im griech.-röm. Stil, Leichtgewicht

## J
- Jimmy Jackson, USA, vierfacher Weltcupsieger zwischen 1977 und 1980 im freien Stil, Superschwergewicht
- Kevin Jackson, USA, Olympiasieger 1992, olympischer Silbermedaillengewinner 1996 im freien Stil, Mittelgewicht
- Johannes Jakobsen, Dänemark, Europameister 1926 im griech.-röm. Stil, Mittelgewicht
- Abbas Jadidi, Iran, olympischer Silbermedaillengewinner 1996 und Weltmeister 1998 im freien Stil, Schwergewicht und Halbschwergewicht
- Mirko Jahn, Deutschland, Vizeweltmeister 1986 im griech.-röm. Stil, Weltergewicht
- Jang Jae-sung, Südkorea, olympischer Silbermedaillengewinner 1996 und Bronzemedaillengewinner 2000 im freien Stil, Federgewicht
- Rune Jansson, Schweden, olympischer Bronzemedaillengewinner 1956 im griech.-röm. Stil, Mittelgewicht
- Iwan Jankow, Bulgarien, Europameister 1973, 1975 und 1978 und olympischer Silbermedaillengewinner 1980 im freien Stil, Feder- bzw. Leichtgewicht
- Alex Järvinen, Finnland, Weltmeister 1911 im griech.-röm. Stil, Schwergewicht
- Iwan Jarygin, Sowjetunion, Olympiasieger 1972 u. 1976 im freien Stil, Schwergewicht
- Ibrahim Javadi, Iran, Weltmeister 1969, 1970, 1971, 1973 und olympischer Bronzemedaillengewinner 1972 im freien Stil, Papiergewicht
- Carl Jensen, Dänemark, olympischer Bronzemedaillengewinner 1908, griech.-röm. Stil, Halbschwergewicht
- Søren Marinus Jensen, Dänemark, olympischer Bronzemedaillengewinner 1908 u. 1912 im griech.-röm. Stil, Schwergewicht
- Claes Johanson, Schweden, Olympiasieger 1920 im griech.-röm. Stil, Halbschwergewicht
- Ivar Johansson, Schweden, Olympiasieger 1932 u. 1936 im griech.-röm. Stil im Welter- bzw. Mittelgewicht
- Tomas Johansson, Schweden, Weltmeister im griech.-röm. Stil, Superschwergewicht
- Charles Johnson, USA, olympischer Bronzemedaillengewinner 1920 im freien Stil, Mittelgewicht
- Masoud Mostafa Jokar, Iran, olympischer Silbermedaillengewinner 2004 im freien Stil, Bantamgewicht
- Iwailo Jordanow, Bulgarien, Europameister 1988 im griech.-röm. Stil, Halbschwergewicht
- Rumen Jordanow, Bulgarien, Europameister 1980 im freien Stil, Papiergewicht
- Walentin Jordanow, Bulgarien, mehrfacher Europa- und Weltmeister zwischen 1982 und 1995 und Olympiasieger 1996 im freien Stil, Fliegengewicht
- Vahan Juharjan, Armenien, Europameister 2004 im griech.-röm. Stil, Bantamgewicht
- Jung Ji-hyun, Südkorea, Olympiasieger 2004 im griech.-röm. Stil, Bantamgewicht
- Adam Juretzko, Deutschland, Bronzemedaillengewinner bei Europameisterschaften im griech.-röm. Stil, Weltergewicht
- Ismail Juszeinow, Bulgarien, Europameister 1970 und 1972 im freien Stil, Leichtgewicht

## K
- Heikki Kähkönen, Finnland, olympischer Silbermedaillengewinner 1920 im griech.-röm. Stil, Federgewicht
- Väinö Kajander, Finnland, olympischer Silbermedaillengewinner 1932 im griech.-röm. Stil, Weltergewicht
- Koba Kakaladse, Georgien, Vizeeuropameister 2008 im freien Stil, Leichtgewicht
- Efraim Kamberow, Bulgarien, Europameister 1982 und 1984 im freien Stil, Mittelgewicht.
- Masaaki Kaneko, Japan, Weltmeister 1966 und 1967 sowie Olympiasieger 1968 im freien Stil, Federgewicht
- Taisto Kangasniemi, Finnland, olympischer Bronzemedaillengewinner 1956 im freien Stil, Schwergewicht
- Hamit Kaplan, Türkei, Olympiasieger 1956 im freien Stil, Schwergewicht
- Osvald Käpp, Estland, Olympiasieger im freien Stil, 1928, Leichtgewicht
- Reşit Karabacak, Türkei, Europameister 1983 im freien Stil, Mittelgewicht
- Mowses Karapetjan, Armenien, Europameister 2005 im griech.-röm. Stil, Weltergewicht
- Alexander Karelin, Sowjetunion und Russland, Olympiasieger 1988, 1992 und 1996 und neunfacher Weltmeister im griech.-röm. Stil, Superschwergewicht
- Károly Kárpáti, Ungarn, Olympiasieger 1936 im freien Stil. Leichtgewicht
- Shigeru Kasahara, Japan, olympischer Silbermedaillengewinner 1956 im freien Stil, Leichtgewicht
- Kiyomi Katō, Japan, Olympiasieger 1972 im freien Stil, Fliegengewicht
- Ali Kayalı, Türkei, olympischer Bronzemedaillengewinner 1992 im freien Stil, Schwergewicht
- Lloyd Keaser, USA, Weltmeister 1973 olympischer Silbermedaillengewinner 1976 im freien Stil, Leichtgewicht
- Aleksanteri Keisala, Finnland, Vizeweltmeister 1951 im freien Stil, Weltergewicht
- György Kékes, Ungarn, Vizeeuropameister 1994 im griech.-röm. Stil, Superschwergewicht
- Jamill Kelly, USA, olympischer Silbermedaillengewinner im freien Stil, Leichtgewicht
- Angel Keresow, Bulgarien, Weltmeister 1966 im griech.-röm. Stil, Fliegengewicht
- Lajos Keresztes, Ungarn, Olympiasieger 1928 im griech.-röm. Stil, Leichtgewicht
- Georgi Ketojew, Russland, Weltmeister 2007 im freien Stil, Halbschwergewicht
- Amir Reza Khadem, Iran, Weltmeister 1991 und olympischer Bronzemedaillengewinner 1992 und 1996 im freien Stil, Welter- bzw. Mittelgewicht
- Mohammad Khadem, Iran, Vize-Weltmeister 1962 im freien Stil, Federgewicht
- Rasoul Khadem, Iran, olympischer Bronzemedaillengewinner 1992 und Olympiasieger 1996, Weltmeister 1994 und 1995 im freien Stil, Mittel- bzw. Halbschwergewicht
- Mohammad Ali Khojastepour, Iran, olympischer Silbermedaillengewinner 1956 im freien Stil, Fliegengewicht
- Heinz Kiehl, Deutschland, olympischer Bronzemedaillengewinner 1964, griech.-röm. Stil, Halbschwergewicht
- Kauko Kiiseli, Finnland, Europameister 1939 im griech.-röm. Stil, Bantamgewicht
- Kim Chol-hwon, Südkorea, Weltmeister 1985 im freien Stil, Papiergewicht
- Kim In-sub, Südkorea, Weltmeister 1998 und 1999 und olympischer Silbermedaillengewinner 2000 im griech.-röm. Stil, Bantamgewicht
- Kim Jong-kyu, Südkorea, olympischer Silbermedaillengewinner 1984 im freien Stil, Fliegengewicht
- Kim Jong-shin, Südkorea, Weltmeister 1989 im freien Stil, Papiergewicht
- Kim Sik-seung, Südkorea, Weltmeister 1989 im freien Stil, Bantamgewicht
- Kim Sung-moon, Südkorea, olympischer Silbermedaillengewinner 1988 im griech.-röm. Stil, Leichtgewicht
- Kim Weon-kee, Südkorea, Olympiasieger 1984 im griech.-röm. Stil, Federgewicht
- Kim Woo-yong, Südkorea, Weltmeister 1999 im freien Stil, Fliegengewicht
- Kim Young-nam, Südkorea, Olympiasieger 1988 im griech.-röm. Stil, Weltergewicht
- Yūshū Kitano, Japan, olympischer Silbermedaillengewinner 1952 im freien Stil, Fliegengewicht
- Josef Klapuch, Tschechoslowakei, olympischer Silbermedaillengewinner 1936 im freien Stil, Schwergewicht
- Gustav Klarén, Schweden, olympischer Bronzemedaillengewinner im freien Stil, Leichtgewicht
- Martin Knosp, Deutschland, Welt- u. Europameister im freien Stil, Weltergewicht
- Takashi Kobayashi, Japan, Olympiasieger 1988 im freien Stil, Papiergewicht
- Väinö Kokkinen, Finnland, Olympiasieger 1928 und 1932 im griech.-röm. Stil, Mittelgewicht
- Oleksandr Koltschynskyj, Sowjetunion, zweifacher Olympiasieger im griech.-röm. Stil, Superschwergewicht
- Atanas Komtschew, Bulgarien, Olympiasieger 1988 im griech.-röm. Stil, Halbschwergewicht
- Witali Konstantinow, Sowjetunion, Olympiasieger 1976 im griech.-röm. Stil, Fliegengewicht
- Gennadi Korban, Sowjetunion, Olympiasieger 1980 im griech.-röm. Stil, Mittelgewicht
- Olaf Koschnitzke, Deutschland, Bronzemedaillengewinner Europameisterschaft 1989 im griech.-röm. Stil, Mittelgewicht
- Lauri Koskela, Finnland, Olympiasieger 1936, griech.-röm. Stil, Leichtgewicht
- Johannes Kotkas, Sowjetunion, Olympiasieger 1952 im griech.-röm. Stil, Schwergewicht
- István Kozma, Ungarn, Olympiasieger 1964 u. 1968 im griech.-röm. Stil, Schwergewicht
- Boris Kramarenko, Sowjetunion, Weltmeister 1978, olympischer Bronzemedaillengewinner 1980 im griech.-röm. Stil, Federgewicht
- Rolf Krauß, Deutschland, Europameister 1975 im griech.-röm. Stil, Fliegengewicht
- Petar Krumow, Bulgarien, Weltmeister 1969 im griech.-röm. Stil, Halbschwergewicht
- Walentin Krumow, Bulgarien, Europameisterschaftsdritter 1985, 1988, 1989 und 1990 im griech.-röm. Stil, Fliegengewicht
- Kuramagomed Kuramagomedow, Russland, mehrfacher Weltmeister im freien Stil, Schwer- u. Superschwergewicht
- Abraham Kurland, Dänemark, olympischer Silbermedaillengewinner 1932 im griech.-röm. Stil, Leichtgewicht
- Eldari Luka Kurtanidse, Georgien, Weltmeister im freien Stil, Schwergewicht
- Adolf Kurz, Deutschland, Vizeeuropameister 1921 im griech.-röm. Stil, Schwergewicht

## L
- Martti Laakso, Finnland, Vizeweltmeister 1965 im griech.-röm. Stil, Federgewicht
- Matti Laakso, Finnland, Vizeeuropameister 1966 im griech.-röm. Stil, Weltergewicht
- Rolf Lacour, Deutschland, Vizeweltmeister 1965 im griech.-röm. Stil, Fliegengewicht
- Veikko Lahti, Finnland, Vizeweltmeister 1955 im griech.-röm. Stil, Halbschwergewicht
- Hannu Lahtinen, Finnland, Weltmeister 1983 im griech.-röm. Stil, Federgewicht
- Gennadi Lalijew, Kasachstan, olympischer Silbermedaillengewinner 2004 im freien Stil, Weltergewicht
- Nils Landberg, Schweden, Vizeeuropameister 1930 im freien Stil, Mittelgewicht
- Anders Larsson, Schweden, Olympiasieger 1920 im freien Stil, Halbschwergewicht
- Gerald Leeman, USA, olympischer Silbermedaillengewinner 1948 im freien Stil, Bantamgewicht
- Kyösti Lehtonen, Finnland, Olympiasieger 1956, griech.-röm. Stil, Leichtgewicht
- Max Leichter, Deutschland, Bronzemedaillengewinner Weltmeisterschaft im freien Stil 1951, Halbschwergewicht
- Alexander Leipold, Deutschland, mehrfacher Welt- u. Europameister im freien Stil, Weltergewicht
- Kurt Leucht, Deutschland, Olympiasieger 1928 im griech.-röm. Stil, Bantamgewicht
- Randy Lewis, USA, Olympiasieger 1984 im freien Stil, Federgewicht
- Leonid Liberman, Sowjetunion, Weltmeister 1973 im griech.-röm. Stil, Mittelgewicht
- Jimmy Lidberg, Schweden, Vizeeuropameister 2005 im griech.-röm. Stil, Halbschwergewicht
- Martin Lidberg, Schweden, Weltmeister 2003 im griech.-röm. Stil, Halbschwergewicht
- Adolf Lindfors, Finnland, Olympiasieger 1920 im griech.-röm. Stil, Schwergewicht
- Józef Lipień, Polen, Weltmeister 1973 und olympischer Silbermedaillengewinner 1980 im griech.-röm. Stil, Bantamgewicht
- Kazimierz Lipień, Polen, Olympiasieger 1976 sowie mehrfacher Europa- und Weltmeister im griech.-röm. Stil, Federgewicht
- Lothar Lippa, Deutschland, Bronzemedaillengewinner Weltmeisterschaft im freien Stil 1959, Mittelgewicht
- Benni Ljungbeck, Schweden, Vizeeuropameister 1980, 1981 und 1986 sowie olympischer Bronzemedaillengewinner 1980 im griech.-röm. Stil, Bantamgewicht
- Mikael Ljungberg, Schweden, Olympiasieger 2000 im griech.-röm. Stil, Halbschwergewicht
- Jozef Lohyňa, Tschechoslowakei, Weltmeister 1990 im freien Stil, Mittelgewicht
- Pietro Lombardi, Italien, Olympiasieger 1948 im griech.-röm. Stil, Fliegengewicht
- Mijaín López, Kuba, Weltmeister 2005 und 2007 im griech.-röm. Stil, Schwergewicht
- Márton Lőrincz, Ungarn, Olympiasieger 1936 im Freistilringen, Bantamgewicht
- Tamás Lőrincz, Ungarn, Europameister 2006 im griech.-röm. Stil, Leichtgewicht
- Garrett Lowney, USA, olympischer Bronzemedaillengewinner 2000 im griech.-röm. Stil, Halbschwergewicht
- Ralf Lyding, Deutschland, Europameister im freien Stil, Federgewicht

## M
- Daniel MacDonald, Kanada, olympischer Silbermedaillengewinner 1932 im freien Stil, Weltergewicht
- Anton Mackowiak, Deutschland, Vizeweltmeister 1955 im griech.-röm. Stil, Weltergewicht
- Vincenzo Maenza, Italien, Olympiasieger 1984 und 1988 im griech.-röm. Stil, Papiergewicht
- Rauno Mäkinen, Finnland, Olympiasieger 1956, griech.-röm. Stil, Federgewicht
- Erik Malmberg, Schweden, Olympiasieger 1932 im griech.-röm. Stil, Leichtgewicht
- Gustaf Malmström, Schweden, olympischer Silbermedaillengewinner 1912 im griech.-röm. Stil, Leichtgewicht
- Michail Mamiaschwili, Sowjetunion, Olympiasieger 1988 im griech.-röm. Stil, Mittelgewicht
- Aghassi Manukjan, Armenien, Weltmeister 1993 im griech.-röm. Stil, Bantamgewicht
- Mchitar Manukjan, Kasachstan, Weltmeister 1998 und 1999 sowie olympischer Bronzemedaillengewinner 2000 im griech.-röm. Stil, Federgewicht
- Juan Maren Deliz, Kuba, olympischer Bronzemedaillengewinner 1992 und olympischer Silbermedaillengewinner 1996 und 2000 im griech.-röm. Stil, Federgewicht
- Georgi Markow, Bulgarien, Weltmeister 1971 und Olympiasieger 1972 im griech.-röm. Stil, Federgewicht
- Aram Margarjan, Armenien, Weltmeister 2002 im freien Stil, Federgewicht
- Frithiof Mårtensson, Schweden, Olympiasieger 1908 und Europameister 1909 im griech.-röm. Stil, Mittelgewicht
- Nicolae Martinescu, Rumänien, Olympiasieger 1972 im griech.-röm. Stil, Schwergewicht
- Raúl Martínez Alemán, Kuba, Weltmeister 1991 und 1993 im griech.-röm. Stil, Fliegengewicht
- Aldo Martínez, Kuba, Weltmeister 1990 im freien Stil, Papiergewicht
- Masayuki Matsubara, Japan, olympischer Silbermedaillengewinner 1960 im freien Stil, Fliegengewicht
- Alexander Masur, Sowjetunion, Weltmeister 1955 im griech.-röm. Stil, Schwergewicht
- Alexander Medwed, Sowjetunion, Olympiasieger 1964, 1968 und 1972 im freien Stil, Schwergewicht bzw. Superschwergewicht
- Mansour Mehdizadeh, Iran, Weltmeister 1961, 1962 und 1965 im freien Stil, Mittel- bzw. Halbschwergewicht
- George Mehnert, USA, Olympiasieger 1904 und 1908 im freien Stil, Bantamgewicht
- Peter Mehringer, USA, Olympiasieger 1932 im freien Stil, Halbschwergewicht
- Juri Melnitschenko, Kasachstan, Weltmeister 1994 und 1997 und Olympiasieger 1996 im griech.-röm. Stil, Bantamgewicht
- Refik Memišević, Jugoslawien, olympischer Silbermedaillengewinner 1984 im griech.-röm. Stil, Superschwergewicht
- Luiz Mendez Lazo, Kuba, Weltmeister 1999 im griech.-röm. Stil, Mittelgewicht
- Lothar Metz, Deutschland, Olympiasieger 1968 im griech.-röm. Stil, Mittelgewicht
- Joseph Mewis, Belgien, olympischer Silbermedaillengewinner 1956 im freien Stil, Federgewicht
- Stylianos Migiakis, Griechenland, Europameister 1979 und Olympiasieger 1980 im griech.-röm. Stil, Federgewicht
- Héctor Milián, Kuba, Olympiasieger 1992 im griech.-röm. Stil, Schwergewicht
- Atsuji Miyahara, Japan, Olympiasieger 1984 und olympischer Silbermedaillengewinner 1988 im griech.-röm. Stil, Fliegengewicht
- Armen Mkrttschjan, Armenien, olympischer Silbermedaillengewinner 1996 im freien Stil, Fliegengewicht
- Karen Mnazakanjan, Armenien, Europameister 1997 im griech.-röm. Stil, Bantamgewicht
- Morad Mohammadi, Iran, Weltmeister 2006 und olympischer Bronzemedaillengewinner 2008 im freien Stil, Bantamgewicht
- Askari Mohammadian, Iran, olympischer Silbermedaillengewinner 1988 und 1992 im freien Stil, Bantam- bzw. Federgewicht
- Robert Molle, Kanada, olympischer Silbermedaillengewinner 1984 im freien Stil, Superschwergewicht
- Piet Mollin, Belgien, Europameister 1929 und 1930 im freien Stil, Bantamgewicht
- Kenneth Monday, USA, Olympiasieger 1988 im freien Stil, Weltergewicht
- René Montero, Kuba, Weltmeister 2002 im freien Stil, Fliegengewicht
- Roberto Monzón, Kuba, olympischer Silbermedaillengewinner 2004 im freien Stil, Bantamgewicht
- Moon Eui-jae, Südkorea, olympischer Silbermedaillengewinner 2000 und 2004 im freien Stil, Welter- bzw. Mittelgewicht
- Patrice Mourier, Frankreich, Weltmeister 1987 im griech.-röm. Stil, Bantamgewicht
- Abdollah Movahed, Iran, Olympiasieger 1968, Weltmeister 1965, 1966, 1967, 1969, 1970 im freien Stil, Leichtgewicht
- Dschigdschidiin Mönchbat, Mongolei, olympischer Silbermedaillengewinner 1968 im freien Stil, Halbschwergewicht
- Muneji Munemura, Japan, Olympiasieger 1968 im griech.-röm. Stil, Leichtgewicht
- Schirwani Muradow, Russland, Europameister 2007 im freien Stil, Halbschwergewicht
- Sagid Magomedowitsch Murtasalijew, Ukraine, Russland, Olympiasieger 2000 im freien Stil, Halbschwergewicht
- Hamid Mustafa, Ägypten, Weltmeister 1961 im griech.-röm. Stil, Fliegengewicht
- David Musuľbes, Russland, Olympiasieger 2000 im freien Stil, Schwergewicht

## N
- Hideyuki Nagashima, Japan, olympischer Silbermedaillengewinner 1984 im freien Stil, Mittelgewicht
- Katsuhiko Nagata, Japan, olympischer Silbermedaillengewinner 2000 im griech.-röm. Stil, Leichtgewicht
- Shigeo Nakata, Japan, Weltmeister 1967 und Olympiasieger 1968 im freien Stil, Fliegengewicht
- Anatoli Nasarenko, Sowjetunion, olympischer Silbermedaillengewinner 1972 im griech.-röm. Stil, Mittelgewicht
- Armen Nasarjan, Armenien und Bulgarien, Olympiasieger 1996 und 2000, im freien Stil, Fliegen- bzw. Bantamgewicht
- Stephen Neal, USA, Weltmeister 1999 im freien Stil, Schwergewicht
- Paul Neff, Deutschland, Vizeeuropameister 1966 und 1968 im freien Stil, Fliegengewicht
- Edgar Nemir, USA, olympischer Silbermedaillengewinner 1932 im freien Stil, Federgewicht
- August Neo, Estland, olympischer Silbermedaillengewinner 1936, im freien Stil, Halbschwergewicht
- Peter Nettekoven, Deutschland, Weltmeisterschaftsdritter 1966 im griech.-röm. Stil, Weltergewicht
- Heinrich Nettesheim, Deutschland, Europameister 1937 im freien Stil, Leichtgewicht
- Uwe Neupert, Deutschland, olympischer Silbermedaillengewinner 1980 im freien Stil, Halbschwergewicht
- Antonín Nič, Tschechoslowakei, Europameisterschaftsdritter 1937 im griech.-röm. Stil, Bantamgewicht
- Wolfgang Nitschke, Deutschland, Vizeeuropameister 1969 im freien Stil, Weltergewicht
- Marcello Nizzola, Italien, Europameister 1935 im freien Stil, Bantamgewicht
- John Nyman, Schweden, olympischer Silbermedaillengewinner 1936 im griech.-röm. Stil, Schwergewicht
- Hjalmar Nyström, Finnland, olympischer Silbermedaillengewinner 1928 im griech.-röm. Stil, Schwergewicht

## O
- İsmail Ogan, Türkei, Olympiasieger 1964 im freien Stil, Weltergewicht
- Akira Ōta, Japan, olympischer Silbermedaillengewinner 1984 und 1988 im freien Stil, Halbschwergewicht
- Dsewegiin Oidow, Mongolei, Weltmeister 1974 und 1975 und olympischer Silbermedaillengewinner 1976 im freien Stil, Federgewicht
- Mario Olivera, Kuba, Weltmeister 1990 im griech.-röm. Stil, Federgewicht
- Pierre Ollivier, Belgien, olympischer Silbermedaillengewinner 1924 im freien Stil, Mittelgewicht
- Ibrahim Orabi, Ägypten, olympischer Bronzemedaillengewinner 1948 im griech.-röm. Stil, Halbschwergewicht
- Ojuunbilegiin Pürewbaatar, Mongolei, Vizeweltmeister 2001 und 2002 im freien Stil, Leichtgewicht

## P
- Josef Paar, Deutschland, Vizeeuropameister 1935 im griech.-röm. Stil im Weltergewicht
- Charles Pacôme, Frankreich, olympischer Silbermedaillengewinner 1928 und Olympiasieger 1932 im freien Stil, Leichtgewicht
- Viking Palm, Schweden, Olympiasieger 1952 im freien Stil, Halbschwergewicht
- Kristjan Palusalu, Estland, zweifacher Olympiasieger 1936 im griech.-röm. und freien Stil, Schwergewicht
- Anatoli Parfenow, UdSSR, Olympiasieger 1956 im griech.-röm. Stil, Schwergewicht
- Park Eun-chul, Südkorea, Vizeweltmeister 2005 und 2007 im griech.-röm. Stil, Fliegengewicht
- Park Jang-soon, Südkorea, Olympiasieger 1992 und olympischer Silbermedaillengewinner 1988 und 1996 im freien Stil, Leicht- bzw. Weltergewicht
- Claudio Passarelli, Deutschland, Weltmeister 1992 im griech.-röm. Stil, Leichtgewicht
- Pasquale Passarelli, Deutschland, Olympiasieger 1984 im griech.-röm. Stil, Bantamgewicht
- Juri Patrikejew, Russland und Armenien, Europameister 2002, 2004 und 2008 im griech.-röm. Stil, Schwergewicht
- Benno Paulitz, Deutschland, Vizeeuropameister 1974 im freien Stil, Mittelgewicht
- Mohammad Paziraei, Iran, olympischer Bronzemedaillengewinner 1962 im griech.-röm. Stil, Fliegengewicht
- Robert E. Pearce, USA, Olympiasieger 1932 im freien Stil, Bantamgewicht
- Onni Pellinen, Finnland, olympischer Silbermedaillengewinner 1932 im griech.-röm.Stil, Halbschwergewicht
- Momir Petković, Jugoslawien, Olympiasieger 1976 im griech.-röm.Stil, Mittelgewicht
- Hermanni Pihlajamäki, Finnland, Olympiasieger 1932 im freien Stil, Federgewicht
- Kustaa Pihlajamäki, Finnland, Olympiasieger 1924 u. 1936 im griech.-röm. Stil, Bantamgewicht bzw. im freien Stil, Federgewicht
- Ruslan Plijew, Sowjetunion, Europameister 1972 im freien Stil, Federgewicht
- Émile Poilvé, Frankreich, Olympiasieger 1936 im freien Stil, Mittelgewicht
- Claudio Pollio, Italien, Olympiasieger 1980 im freien Stil, Papiergewicht
- Enrico Porro, Italien, Olympiasieger 1908 im griech.-röm. Stil, Leichtgewicht
- Alejandro Puerto, Kuba, Olympiasieger 1992 und zweifacher Weltmeister im freien Stil, Bantamgewicht
- Vasile Pușcașu, Rumänien, Olympiasieger 1988 im freien Stil, Schwergewicht
- Eduard Pütsep, Estland, Olympiasieger 1924 im griech.-röm. Stil, Bantamgewicht

## Q
- Yandro Quintana, Kuba, Olympiasieger 2004 im freien Stil, Bantamgewicht

## R
- Lajos Rácz, Ungarn, Weltmeister 1979 im griech.-röm. Stil, Fliegengewicht
- Bojan Radew, Bulgarien, Olympiasieger 1964 im griech.-röm. Stil, Halbschwergewicht
- Andrzej Radomski, Polen, Vizeeuropameister 1990 im freien Stil, Schwergewicht
- Georgi Rajkow, Bulgarien, Olympiasieger 1980 im griech.-röm. Stil, Schwergewicht
- Walentin Rajtschew, Bulgarien, Olympiasieger 1980 im freien Stil, Weltergewicht
- Hassan Rangraz, Iran, Weltmeister 2001 im griech.-röm. Stil, Fliegengewicht
- Abdel Aal Rashid, Ägypten, olympischer Bronzemedaillengewinner im griech.-röm. Stil, Federgewicht
- Aarne Reini, Finnland, olympischer Silbermedaillengewinner 1936, griech.-röm. Stil, Federgewicht
- Waleri Resanzew, Sowjetunion, Olympiasieger 1972 im griech.-röm. Stil, Halbschwergewicht
- Alireza Rezaei, Iran, olympischer Silbermedaillengewinner 2004 und WM-Bronzemedaillengewinner 2003 im freien Stil, Schwergewicht
- Adolf Rieger, Deutschland, olympischer Silbermedaillengewinner 1928 im griech.-röm. Stil, Halbschwergewicht
- Yvon Riemer, Frankreich, Weltmeister 1995 im griech.-röm. Stil, Weltergewicht
- Chris Rinke, Kanada, olympischer Bronzemedaillengewinner 1984 und Sieger bei den Commonwealth Games 1982 und 1986 im freien Stil, Mittelgewicht
- Lázaro Rivas, Kuba, Weltmeister 1999 und olympischer Silbermedaillengewinner 2000 im griech.-röm. Stil, Fliegengewicht
- Daniel Robin, Frankreich, olympischer Silbermedaillengewinner 1968 im freien Stil, Weltergewicht
- Alexis Rodríguez Valera, Kuba, Weltmeister 1998 im freien Stil und olympischer Bronzemedaillengewinner 2000 im freien Stil, Schwergewicht
- Yoel Romero Palacio, Kuba, Weltmeister 1999 und olympischer Silbermedaillengewinner 2000 im freien Stil, Mittelgewicht
- Pedro Roque Favier, Kuba, Weltmeister 1987 im griech.-röm. Stil, Fliegengewicht
- Anatoli Roschtschin, Sowjetunion, Olympiasieger 1972 im griech.-röm. Stil, Schwergewicht
- Klaus Rost, Deutschland, olympischer Silbermedaillengewinner 1964 im freien Stil, Leichtgewicht
- Wladimir Rubaschwili, UdSSR, Weltmeister im freien Stil im Federgewicht 1961
- Robert Rupp, Deutschland, Europameister 1926 im griech.-röm. Stil, Halbschwergewicht
- Ștefan Rusu, Rumänien, mehrfacher Weltmeister im griech.-röm. Stil, Leicht- bzw. Weltergewicht

## S
- Yrjö Saarela, Finnland, Olympiasieger 1912 im griech.-röm. Stil im Schwergewicht
- Arawat Sabejew, Sowjetunion, Deutschland, olympischer Bronzemedaillengewinner 1996 im freien Stil im Schwergewicht
- Warteres Samurgaschew, Russland, Olympiasieger 2000 im griech.-röm. Stil im Federgewicht
- Mohammad-Ali Sanatkaran, Iran, Weltmeister 1961 und olympischer Bronzemedaillengewinner 1964 im freien Stil, Leicht- bzw. Mittelgewicht
- Wilber Sanchez Amita, Kuba, olympischer Bronzemedaillengewinner 1992 sowie Weltmeister 1993 und 1994 im griech.-röm. Stil, Papiergewicht
- Richard Sanders, olympischer Silbermedaillengewinner 1968 u. 1972 im freien Stil, Fliegen- und Bantamgewicht
- Cael Sanderson, USA, Olympiasieger im freien Stil, Mittelgewicht
- Adam Sandurski, Polen, olympischer Bronzemedaillengewinner 1980, Freistil, Superschwergewicht
- Shōzō Sasahara, Japan, Weltmeister 1954 und Olympiasieger 1956 im freien Stil, Federgewicht
- Mitsuru Sato, Japan, Olympiasieger 1988 im freien Stil, Fliegengewicht
- Osman El-Sayed, Ägypten, olympischer Silbermedaillengewinner 1960 im griech.-röm. Stil, Fliegengewicht
- Fritz Schäfer, Deutschland, olympischer Silbermedaillengewinner 1936 u. vierfacher Europameister im griech.-röm. Stil bzw. freien Stil im Weltergewicht
- Elmadi Schabrailow, Sowjetunion und Kasachstan, Europameister 1991, olympischer Silbermedaillengewinner 1992 und Vizeweltmeister 1995 im freien Stil, Mittelgewicht
- Markus Scherer, Deutschland, olympischer Silbermedaillengewinner 1984 im griech.-röm. Stil, Papiergewicht
- William Scherr, USA, Weltmeister 1985 im freien Stil, Schwergewicht
- Lothar Schneider, Deutschland, Weltmeisterschaftsdritter 1965, griech.-röm. Stil, Federgewicht
- Werner Schröter, Deutschland, Vizeweltmeister 1970, griech.-röm. Stil, Weltergewicht
- Carl Schuhmann, Olympiasieger 1896 im griech.-röm. Stil, Schwergewicht
- Hermann Schulz, Deutschland, Weltmeisterschaftsdritter 1911 im griech.-röm. Stil, Leichtgewicht
- Georg Schwabenland, Deutschland, Europameister 1991 u. Vizeeuropameister 1989 u. 1990 im freien Stil, Leichtgewicht
- Ludwig Schweickert, Deutschland, olympischer Silbermedaillengewinner 1936 im griech.-röm. Stil im Mittelgewicht
- Werner Seelenbinder, Deutschland, Olympiavierter 1936 und Europameisterschaftsdritter 1937 im griech.-röm. Stil, Halbschwergewicht
- Adolf Seger, Deutschland, olympischer Silbermedaillengewinner 1972 im freien Stil im Weltergewicht und mehrfacher Welt- und Europameister
- Mohammad Ebrahim Seifpour, Iran, olympischer Bronzemedaillengewinner 1960 und Weltmeister 1961 und 1965 im freien Stil, Fliegen-, Bantam- und Federgewicht
- Fevzi Şeker, Türkei, Europameister 1990 im freien Stil, Leichtgewicht.
- Shamseddin Seyed Abbasi, Iran, olympischer Bronzemedaillengewinner 1968, Weltmeister 1970 und zweifacher Vize-Weltmeister 1969 und 1971 im freien Stil, Federgewicht
- Shawn Sheldon, USA, Vizeweltmeister 1991 im griech.-röm. Stil im Fliegengewicht
- Erich Siebert, Deutschland, olympischer Bronzemedaillengewinner 1936 im freien Stil, Halbschwergewicht
- Sim Gwon-ho, Südkorea, Olympiasieger 1996 und 2000 im griech.-röm. Stil, Papier- bzw. Fliegengewicht
- Branislav Simić, Jugoslawien, Olympiasieger 1964 im griech.-röm. Stil, Mittelgewicht
- Bayram Şit, Türkei, Olympiasieger 1952 im freien Stil, Federgewicht
- Ali Soleimani Karbalaei, Iran, Weltmeister 1989 und vierfacher Asien-Meister im freien Stil, Superschwergewicht
- Son Sang-pil, Südkorea, Weltmeister 1997 und 1999 griech.-röm. Stil, Leichtgewicht
- Song Shin-kim, Südkorea, olympischer Silbermedaillengewinner 1992 im freien Stil, Bantamgewicht
- Nabi Sorouri, Iran, Weltmeister 1957 im freien Stil, Mittelgewicht
- Hamid Soryan Reihanpour, Iran, Weltmeister 2005 bis 2007 im griech.-röm. Stil, Fliegengewicht
- Edmond Spapen, Belgien, olympischer Silbermedaillengewinner 1928 im freien Stil, Bantamgewicht
- Eduard Sperling, Deutschland, olympischer Silbermedaillengewinner 1928 im griech.-röm. Stil, Leichtgewicht
- Fritz Stange, Deutschland, Welt- und Europameister 1966
- Nikola Stantschew, Bulgarien, Olympiasieger 1956 im freien Stil, Mittelgewicht
- Reinhold Steingräber, Deutschland, DDR-Meister 1976 und 1978, Vizeeuropameister 1980
- Donald Stockton, Kanada, olympischer Silbermedaillengewinner 1928 im freien Stil, Mittelgewicht
- Horst Stottmeister, Deutschland, Europameister 1970 und 1975 im freien Stil, Mittel- bzw. Halbschwergewicht
- Andrzej Supron, Polen, Europameister 1975 im griech.-röm. Stil, Leichtgewicht
- Rudolf Svedberg, Schweden, Olympiasieger 1936 im griech.-röm. Stil, Weltergewicht
- Egon Svensson, Schweden, olympischer Silbermedaillengewinner 1936, griech.-röm. Stil, Bantamgewicht
- Per Svensson, Schweden, Weltmeister 1970 u. 1971 im griech.-röm.Stil, Schwergewicht
- Ragnar Svensson, Schweden, Vizeweltmeister 1963 im griech.-röm. Stil, Schwergewicht
- Rudolf Svensson, Schweden, Olympiasieger 1928 u. 1932 im griech.-röm. Stil im Halbschwer- bzw. Schwergewicht

## T
- Safi Taha, Libanon, Vizeweltmeister 1950 im griech.-röm. Stil, Federgewicht
- Mohammad Talaee, Iran, Weltmeister 1997 im freien Stil, Bantamgewicht
- Aboutaleb Talebi, Iran, olympischer Bronzemedaillengewinner 1968, WM-Dritter 1966, 1967, 1969 im freien Stil, Bantamgewicht
- Yūji Takada, Japan, Weltmeister 1974, 1975, 1977 und 1979 sowie Olympiasieger 1976 im freien Stil, Fliegengewicht
- Gholamreza Takhti, Iran, Olympiasieger 1956, olympischer Silbermedaillengewinner 1952 und 1960, Weltmeister 1959 und 1961, Vize-Weltmeister 1951 und 1962 im freien Stil, Mittelgewicht, Halbschwergewicht und Schwergewicht
- Dschambulat Tedejew, Ukraine, Europameister 1993 im freien Stil, Halbschwergewicht
- Alfred Ter-Mkrtchyan, Deutschland, olympischer Silbermedaillengewinner 1992 im griech.-röm. Stil, Fliegengewicht
- Dimitros Thanopoulos, Griechenland, olympischer Silbermedaillengewinner 1984 im griech.-röm. Stil, Mittelgewicht
- Sven Thiele, Deutschland, Vizeweltmeister 1995 im freien Stil, Schwergewicht
- Jeffrey Thue, Kanada, olympischer Silbermedaillengewinner 1992 im freien Stil, Superschwergewicht
- Alexandar Tomow, Bulgarien, olympischer Silbermedaillengewinner 1972, 1976 und 1980 im griech.-röm. Stil, Schwergewicht
- Däulet Turlychanow, Sowjetunion und Kasachstan, Europameister 1987, olympischer Silbermedaillengewinner 1988 und Bronzemedaillengewinner 1992 und Weltmeister 1989 im griech.-röm. Stil, Welter- bzw. Mittelgewicht
- Herman Tuvesson, Schweden, vierfacher Europameister im griech.-röm. Stil, Bantamgewicht
- Hideaki Tomiyama, Japan, Weltmeister 1978 und 1979 und Olympiasieger 1984 im freien Stil, Bantamgewicht
- Aage Torgensen, Dänemark, Vize-Europameister 1929 im griech.-röm. Stil im Federgewicht
- Majid Torkan, Iran, Weltmeister 1990 im freien Stil, Fliegengewicht
- Jahanbakht Tofigh, Iran, olympischer Bronzemedaillengewinner 1952 und Weltmeister 1954 im freien Stil, Leichtgewicht
- Christo Traikow, Bulgarien, Europameister 1968, 1972 und 1973 im griechisch-römischen Stil, Bantamgewicht
- Georgi Tsitsiaschwili, Israel, Weltmeister 2003 im griech.-röm. Stil, Mittelgewicht

## U
- Yōjirō Uetake, Japan, Olympiasieger 1964 und 1968 im freien Stil, Bantamgewicht
- Josef Urban, Tschechoslowakei, olympischer Silbermedaillengewinner 1932 im griech.-röm. Stil, Schwergewicht

## V
- Voldemar Väli, Estland, Olympiasieger 1928 und Europameister 1926 und 1927 im griech.-röm. Stil, Federgewicht
- Hans-Jürgen Veil, Deutschland, olympischer Silbermedaillengewinner 1972 im griech.-röm. Stil, Bantamgewicht
- Rudolf Vesper, Deutschland, Olympiasieger 1968 im griech.-röm. Stil, Weltergewicht
- Perdomo Vila, Kuba, Weltmeister 1993 und 1994 und olympischer Bronzemedaillengewinner 1996 im freien Stil, Papiergewicht

## W
- Kikuo Wada, Japan, olympischer Silbermedaillengewinner 1972 im freien Stil, Leichtgewicht
- Enju Waltschew Dimow, Bulgarien, Olympiasieger 1964 im freien Stil, Leichtgewicht
- Osamu Watanabe, Japan, Weltmeister 1962 und 1963 sowie Olympiasieger 1964 im freien Stil, Federgewicht
- Rudolf Watzl, Österreich, Olympiasieger 1906 im griech.-röm. Stil, Leichtgewicht
- Heinz-Helmut Wehling, Deutschland, olympischer Silbermedaillengewinner 1972 im griech.-röm. Stil, Federgewicht
- Radoslaw Welikow, Bulgarien, Weltmeister 2006 im freien Stil, Bantamgewicht
- Wayne Wells, USA, Olympiasieger 1972 im freien Stil, Weltergewicht
- Henri Wernli, Schweiz, olympischer Silbermedaillengewinner 1924 im freien Stil, Schwergewicht
- Carl Westergren, Schweden, Olympiasieger 1920, 1924 u. 1932 im griech.-röm. Stil, Mittel-, Halbschwer- und Schwergewicht
- Henry Wittenberg, USA, Olympiasieger 1948 im freien Stil, Halbschwergewicht
- Andrzej Wroński, Polen, Olympiasieger 1988 im griech.-röm. Stil, Schwergewicht
- Konstantin Wyrupajew, Sowjetunion, Olympiasieger 1956 im griech.-röm. Stil, Bantamgewicht

## Y
- Mohammad Mehdi Yaghoubi, Iran, olympischer Silbermedaillengewinner 1956 und WM-Bronzemedaillengewinner 1951 im freien Stil, Bantamgewicht
- Ghani Yalouz, Frankreich, olympischer Silbermedaillengewinner 1996 und Europameister 1992 und 1995 im griech.-röm. Stil, Leichtgewicht
- Hideaki Yanagida, Japan, Olympiasieger 1972 und Weltmeister 1970 und 1971 im freien Stil, Bantamgewicht
- Yang Jung-mo, Südkorea, Olympiasieger 1976 im freien Stil, Federgewicht
- Hamza Yerlikaya, Türkei, Olympiasieger 1996 u. 2000 im griech.-röm. Stil, Halbschwergewicht
- Rıfat Yıldız, Deutschland, Weltmeister 1990 und 1991, Bantamgewicht
- Marko Yli-Hannuksela, Finnland, Weltmeister 1997 im griech.-röm. Stil, Weltergewicht
- Saori Yoshida, Japan; Olympiasiegerin 2004, 2008, Weltmeisterin 2002, 2003. 2005, 2006, 2007 im freien Stil, Leichtgewicht
- Yoshikatsu Yoshida, Japan, Olympiasieger 1964 im freien Stil, Fliegengewicht
- You In-tak, Südkorea, Olympiasieger 1984 im freien Stil, Leichtgewicht
- Ali Yücel, Türkei, Weltmeister 1951 im freien Stil, Fliegengewicht

## Z
- Haydar Zafer, Türkei, Weltmeister 1951 im freien Stil, Mittelgewicht
- Nurettin Zafer, Türkei, Weltmeister 1951 im freien Stil, Federgewicht
- Mirian Zalkalamanidse, Sowjetunion, Olympiasieger 1956 im freien Stil, Fliegengewicht
- Jannis Zamanduridis, Deutschland, Vizeweltmeister 1990 im griech.-röm. Stil, Leichtgewicht
- Thomas Zander, Deutschland, olympischer Silbermedaillengewinner 1996 im griech.-röm. Stil im Mittelgewicht
- Abbas Zandi, Iran, Weltmeister 1954 im freien Stil, Mittelgewicht
- Ödön Zombori, Ungarn, Olympiasieger 1936 im griech.-röm. Stil, Bantamgewicht
- Georgi Tsurtsumia, Kasachstan, olympischer Silbermedaillengewinner 2004 im griech.-röm. Stil, Schwergewicht
- Sergei Anatoljewitsch Zwir, Russland, Weltmeister 1997 im griech.-röm. Stil, Mittelgewicht